# 플렉스엠
플렉스엠(영어: FLEX M)은 대한민국의 연예기획사이다.

## 현재 소속 연예인
- 지아
- 임한별